# Pillsbury
Pillsbury és una població dels Estats Units a l'estat de Dakota del Nord. Segons el cens del 2000 tenia 24 habitants.

## Demografia
Segons el cens del 2000, Pillsbury tenia 24 habitants. La densitat de població era de 37,1 hab./km².
Dels 11 habitatges en un 27,3% hi vivien nens de menys de 18 anys, en un 63,6% hi vivien parelles casades, en un 0% dones solteres, i en un 36,4% no eren unitats familiars. En el 36,4% dels habitatges hi vivien persones soles el 18,2% de les quals corresponia a persones de 65 anys o més que vivien soles. El nombre mitjà de persones vivint en cada habitatge era de 2,18 i el nombre mitjà de persones que vivien en cada família era de 2,86.
Per edats la població es repartia de la següent manera: un 20,8% tenia menys de 18 anys, un 8,3% entre 18 i 24, un 25% entre 25 i 44, un 37,5% de 45 a 60 i un 8,3% 65 anys o més.
L'edat mediana era de 43 anys. Per cada 100 dones de 18 o més anys hi havia 171,4 homes.
Cap de les famílies i l'11,1% de la població estaven per davall del llindar de pobresa.

## Poblacions més properes
El següent diagrama mostra les poblacions més properes.